# Henry Victor Deligny
Pour les articles homonymes, voir Deligny.
Henry Victor Deligny (1855-1938) est un général de division français dont le nom est associé à la Première Guerre mondiale.

## Biographie
Né à Rennes (Ille-et-Vilaine) le 5 septembre 1855, il est le fils de Victor Valéry Deligny, peintre en bâtiments, et de Anne Émilie Gilles. Il entre à Saint-Cyr le 27 octobre 1873.
Lieutenant-colonel le 12 juillet 1903, il est sous-chef d'état-major du 2e Corps d'Armée. Colonel le 23 juin 1907, il est nommé sous-directeur des études à l'École supérieure de guerre.
Le 23 mars 1911 il est promu général de brigade et on lui confie la Direction de l'infanterie au Ministère de la Guerre.
Au début de la guerre il est nommé général de division à titre temporaire et commande la 2e Division d'Infanterie du 2 août 1914 au 4 septembre 1914.  Le 4 septembre 1914, il est placé à la tête du 1er Corps d'Armée.
Commandant la 153e Division d'Infanterie à partir du 29 mars 1915, il se distingue les 24, 25 et 26 février 1916, ce qui vaut à sa division une citation à l'ordre de l'armée le 24 mars 1916,. Il prend ensuite le commandement du 39e Corps d'Armée le 26 mars 1916.
Blessé à trois reprises, titulaire de deux citations, remarqué lors de la bataille de la Malmaison, le général Deligny reçoit la plaque de grand officier de la Légion d'honneur le 30 novembre 1917.

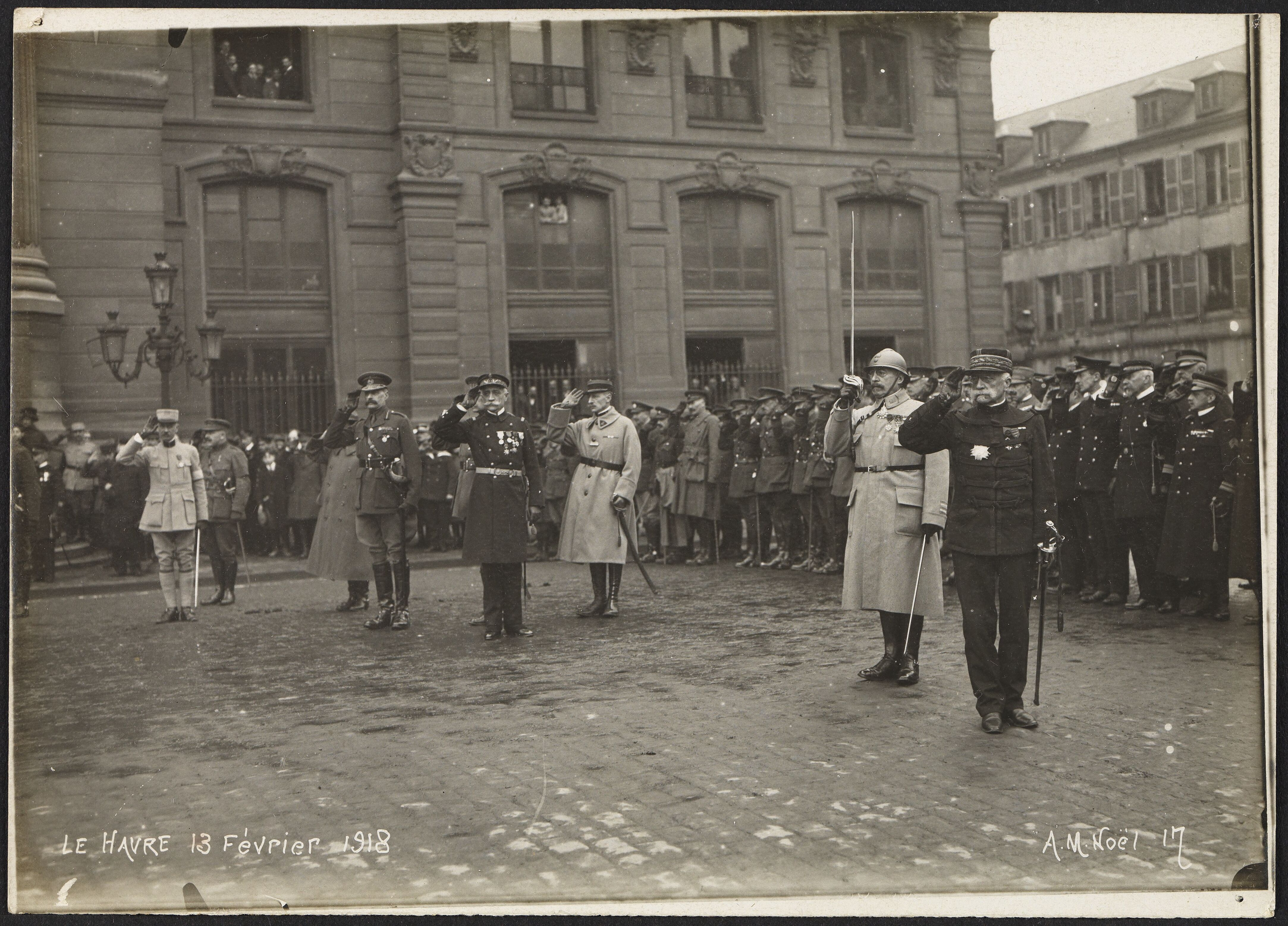
En 1918 avec l'amiral Didelot devant la palais de la bourse du Havre.

Du 18 décembre 1917 au 10 mars 1919 il commande la 3e région militaire (Rouen). Il est placé dans les cadres de réserve à cette dernière date.
Il est fait grand-croix de la Légion d'honneur en 1934.

## Écrits
- Instruction pratique sur les exercices de combat des troupes d'infanterie, par le commandant Deligny, H. Charles-Lavauzelle, 1898, 79 p.